# (10092) Sasaki
(10092) Sasaki es un asteroide perteneciente al cinturón de asteroides descubierto por Kazuro Watanabe y Kin Endate desde el Observatorio de Kitami, Japón, el 15 de noviembre de 1990.

## Designación y nombre
Sasaki fue designado al principio como 1990 VD4.
Más tarde, en 2002, se nombró en honor del científico japonés Katsuhiro Sasaki.

## Características orbitales
Sasaki está situado a una distancia media de 2,397 ua del Sol, pudiendo alejarse hasta 2,854 ua y acercarse hasta 1,94 ua. Su excentricidad es 0,1905 y la inclinación orbital 1,782 grados. Emplea en completar una órbita alrededor del Sol 1356 días. El movimiento de Sasaki sobre el fondo estelar es de 0,2656 grados por día.

## Características físicas
La magnitud absoluta de Sasaki es 14,6.